# Бал (береговий ракетний комплекс)
Бал (індекс ГРАУ: 3К60, код НАТО: SSC-6 «Sennight») — російський береговий мобільний ракетний комплекс з протикорабельної ракетою Х-35. Випробування комплексу "Бал" завершені в 2004. Прийнятий на озброєння ЗС РФ в 2008 році.

## Призначення
Комплекс призначений для контролю територіальних вод і проливних зон; захисту військово-морських баз, інших берегових об'єктів та інфраструктури узбережжя; захисту узбережжя на небезпечних напрямках ймовірного висадження десанту.

## Модифікації[3]
- 3К60 Бал — варіант комплексу для збройних сил Росії.
- 3К60Э Бал-Э — експортний варіант.

## Опис
БРК «Бал» це мобільна система (на базі шасі МЗКТ-7930), до складу якої входять:
- самохідні командні пункти управління і зв'язку (СКПУЗ),(рос. СКПУС) — до 2 одиниць.
- самохідні пускові установки (СПУ) — до 4 одиниць, що несуть протикорабельні ракети (ПКР) типу Х-35/Х-35Э і Х-35У/Х-35УЭ в транспортно-пускових контейнерах(ТПК).
  - На типовому варіанті СПУ розміщується 8 ТПК.
- транспортно-перевантажувальні машини (ТПМ), призначені для формування повторного залпу — до 4 одиниць.

## Тактико-технічні характеристики

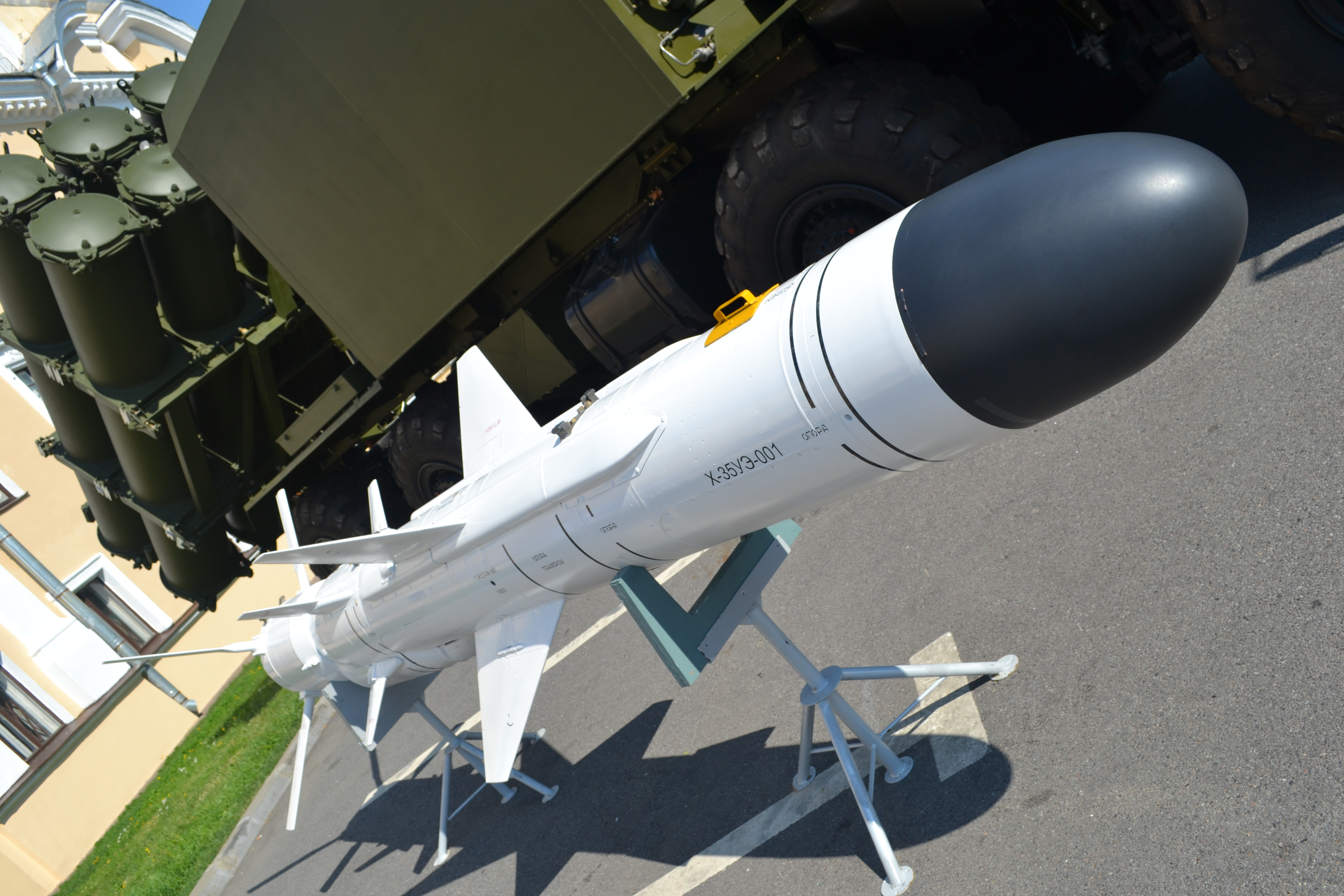
Протикорабельна ракета Х-35

- Дальність ураження: 120 км з ракетою Х-35 і з ракетою Х-35У 260 км [4]
- Віддаленість стартової позиції від берегової риси: до 10 км
- Кількість ракет на кожній СПУ і ТПМ: до 8
- Інтервал пуску ракет в залпі: не більше 3 c
- Максимальна швидкість руху:
  - по шосе: 60 км/год
  - по бездоріжжю: 20 км/год
- Стартова маса ракети: 620 кг
- Сумарний боєкомплект комплексу: до 64
- Запас ходу (без до-заправки): не менше 850 км

## Бойове застосування

### Російсько-українська війна
Рано-вранці 23 квітня 2022 року війська РФ обстріляли ракетою Х-35 з берегового комплексу «Бал» місто Миколаїв.

## Оператори
- Росія

Всього 44 ПУ 3К60 на грудень 2017 року
- 11-та бригада БРАВ ЧФ (Уташ) — 4 ПУ
- 15-та бригада БРАВ ЧФ (Севастополь) — 4 ПУ
- 72-й полк БРАВ ТОФ (Смоляниново) — 4 ПУ
- у листопаді 2016 року дивізіон комплексів був розгорнутий на острові Кунашир
- недалеко від міста Керч(окупований Крим), комплекс поступив 5 грудня 2018 року
- 28 листопада Росія перекинула з-під Севастополя до Керчі берегові ракетні комплекси «Бал» який пов'язують з Інцидентом у Керченській протоці.

- В'єтнам поставки здійснені в 2009—2010 роках[8];
- Венесуела — поставлено 2 комплекси (8 СПУ) «Бал-Е»[9][10].

## Береговий противокорабельний ракетний комплекс «Бал-Е» на МВМС-2013

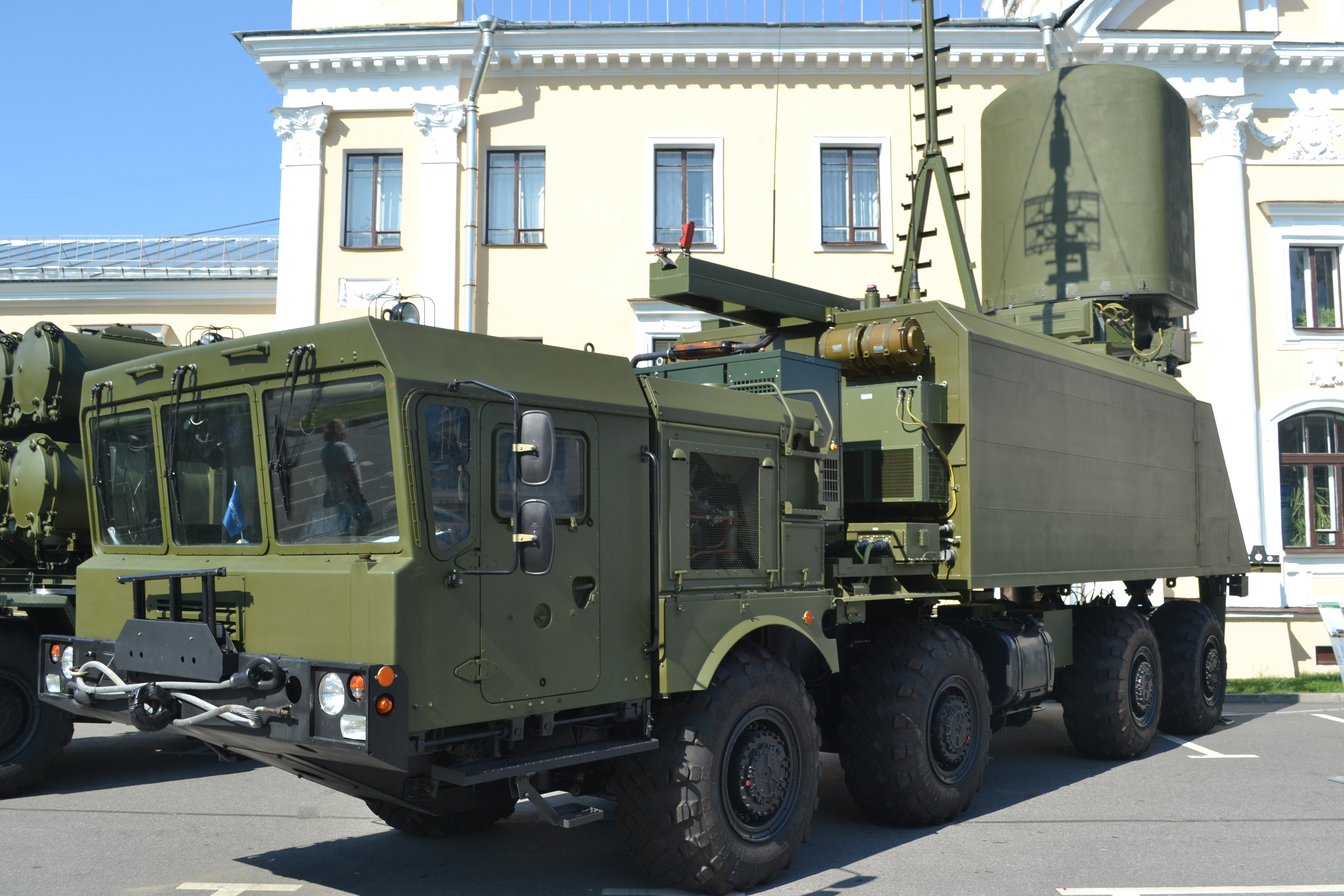
Командний пункт комплексу (Радар «Моноліт-Б»)
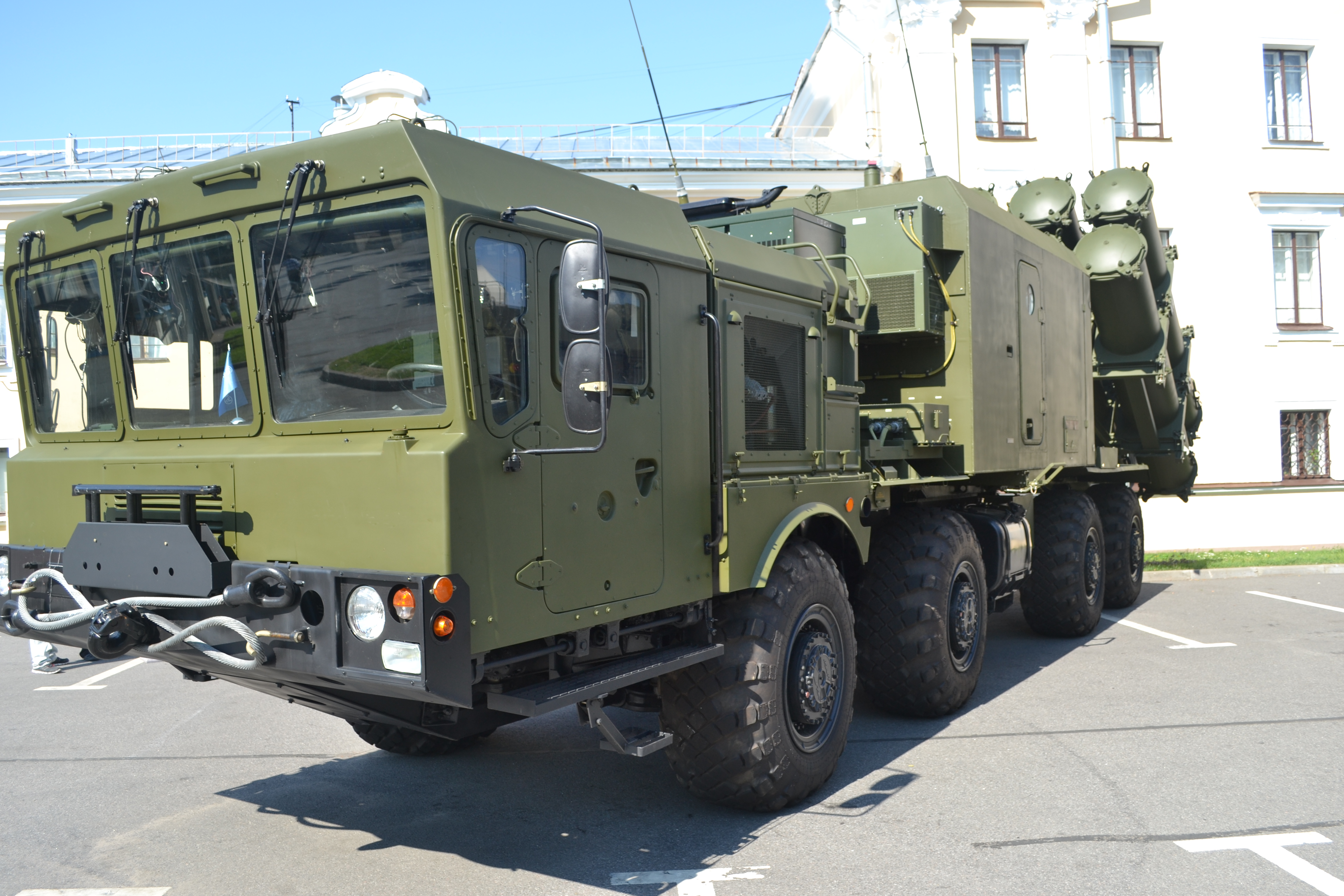
Самохідна пускова установка
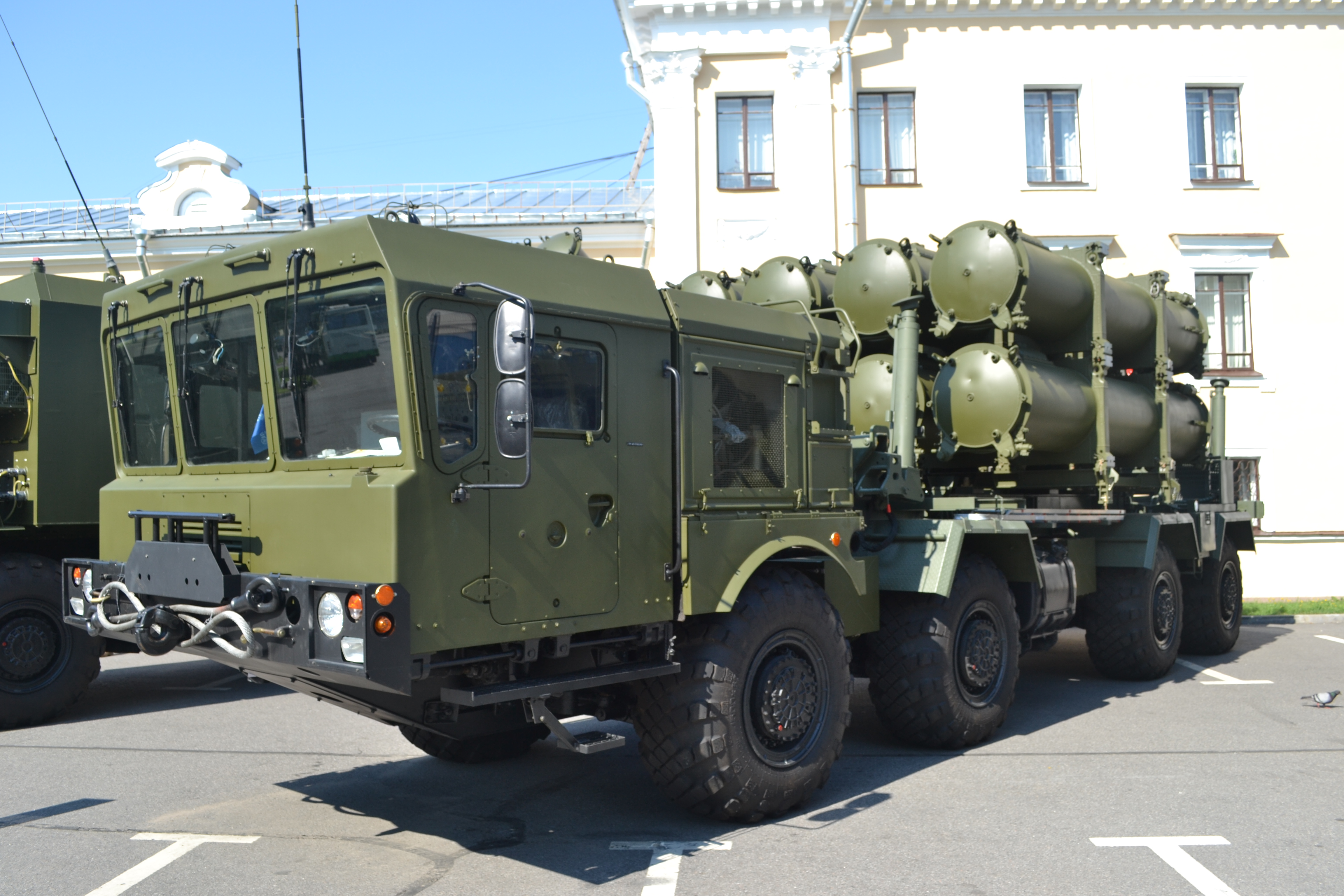
Транспортно-перевантажувальна машина
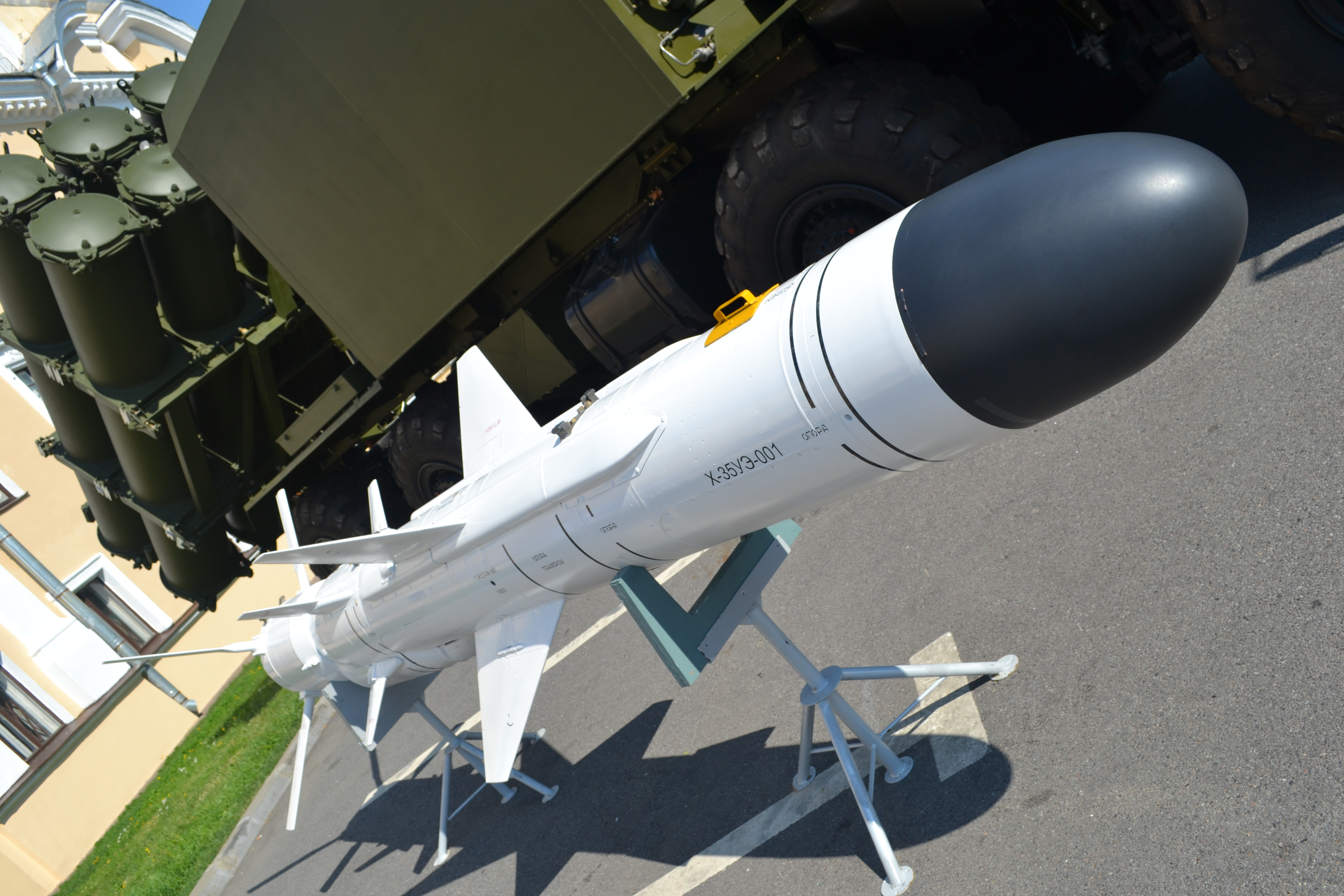
Крилата ракета Х-35УЭ-001
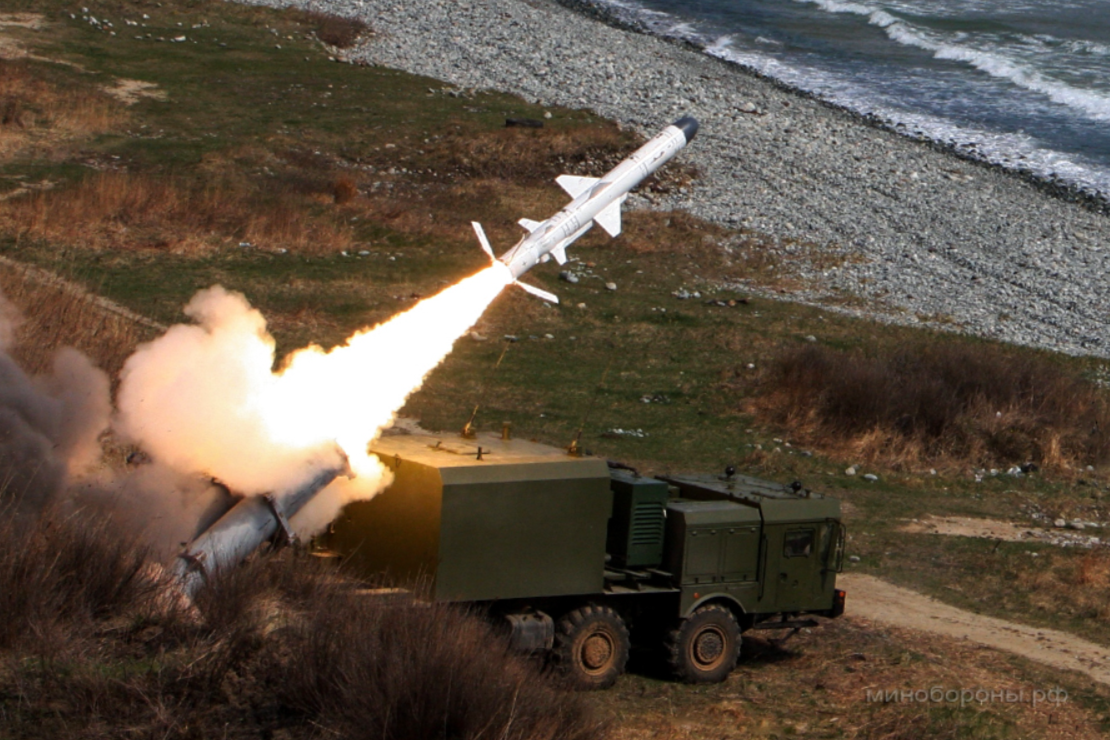
Пуск ракети 3K60 Бал